# Tereza Bábíčková
Tereza Bábíčková (* 26. března 2003) je česká gymnastka a automobilová závodnice. V roce 2022 debutovala v ženské formulové sérii W Series.

## Kariéra
Bábíčková se narodila 26. března 2003 v slováckém Vracově. Od tří let se věnovala sportovní gymnastice. Bábíčková začala jezdit na motokárách v šesti letech, zpočátku jen o víkendech, později začala závodit na motokárách naplno a zanechala gymnastiky. Bábíčková navštěvovala školu Open Gate v Praze, ale studium nedokončila, místo toho se věnovala své kariéře v motosportu. Má dvě sestry (Elišku a Petru) a bratra (Zdeňka), všichni také závodí v motokárách. Bábíčková přestoupila v roce 2022 z motokár do monopostů.

### W Series
V době od 31.1. do 4. února 2022 se Bábíčková spolu s dalšími 14 potenciálními pilotkami zúčastnila oficiálních testů ženské W Series v Arizoně. Ve dnech 2.–4. března se zúčastnila druhého předsezónního testu ve španělské Barceloně (spolu s 11 dalšími potenciálními závodnicemi a 9 pilotkami z předchozí sezóny W Series). Dne 22. března 2022 byla Bábíčková potvrzena jako pilotka W Series pro rok 2022.

## Výsledky

### W Series
( klíč ) (závody tučně označují pole position) (závody psané kurzívou označují nejrychlejší kolo)
| Rok  | tým               | 1      | 2       | 3      | 4      | 5      | 6      | 7   | PJ  | Body |
| ---- | ----------------- | ------ | ------- | ------ | ------ | ------ | ------ | --- | --- | ---- |
| 2022 | Puma W SeriesTeam | MIA 13 | MIA2 16 | CAT 17 | SIL 12 | LEC 14 | HUN 15 | SIN | 18. | 0    |